# FK Tambow
Der Futbolny klub «Tambow» (russisch Футбольный клуб «Тамбов»), kurz FK Tambow, war ein russischer Fußballverein aus Tambow.

## Geschichte
Der FK Tambow gründete sich 2013. In der Saison 2015/16 schaffte der Klub den Sprung in das zweitklassige Perwenstwo FNL. Nach einem fünften Platz in der Debütsaison gelang Tambow in der Saison 2017/18 die Teilnahme an der Relegation zur Premjer-Liga, der höchsten russischen Spielklasse. Dort scheiterte man allerdings mit zwei Niederlagen an Amkar Perm.
In der Spielzeit 2018/19 gelang dem Verein dann schließlich als Meister der zweiten Liga der Sprung ins russische Oberhaus.
In der Premjer-Liga trug Tambow wegen Umbauarbeiten im heimischen Stadion seine Spiele bis zur Winterpause in der Mordwinien-Arena in Saransk aus, seitdem spielt man im Stadion Nischni Nowgorod.
Am 19. Mai 2021 gab die Generaldirektorin des Clubs, Olga Konovalova, bekannt, dass alle Verträge für Trainer- und Hinterzimmermitarbeiter sowie alle Spieler gekündigt wurden und der Club bankrottgehen und aufgelöst werden wird.

## Saisonergebnisse
Farblegende:
– Aufstieg
– Abstieg
| Saison  | Liga           | Platz | Spielklasse |
| 2013/14 | Perwenstwo PFL | 12.   | III         |
| 2014/15 | Perwenstwo PFL | 03.   | III         |
| 2015/16 | Perwenstwo PFL | 01.   | III         |
| 2016/17 | Perwenstwo FNL | 05.   | II          |
| 2017/18 | Perwenstwo FNL | 04.   | II          |
| 2018/19 | Perwenstwo FNL | 01.   | II          |
| 2019/20 | Premjer-Liga   | 14.   | I           |
| 2020/21 | Premjer-Liga   | 16.   | I           |

## Ehemalige Spieler
- Marat Bystrow
- Sébastien Thill
- Aleksandre Karapetian
- Maksim Waladsko
- Jasurbek Jaloliddinov
- Mohamed Konaté
- Senin Sebai
- Warasdat Harojan